# ناحیه نوون
ناحیه نُوون (کره‌ای: 노원구) (نوون گو) یکی از ۲۵ نواحی سئول پایتخت کره جنوبی است که در شمال شرقی‌ترین قسمت کلان‌شهر قرار گرفته‌است. این ناحیه دارای بالاترین تراکم جمعیت در سئول، با جمعیتی بالغ بر ۶۱۹٬۵۰۹ و مساحت ۳۵٫۴۴ کیلومتر مربع است.

## نمادها
- درخت: گینکو
- پرنده: یاکریم اوراسیایی
- گل: آزالیا کره‌ای
- حیوان: اسب
- علف: نی

## خواهرخوانده
- هواپینگ، چین
- قاهره، مصر
- میلان، ایتالیا